# 성혼 우계문집 목판
성혼 우계문집 목판(成渾 牛溪文集 木板)은 대한민국 경상남도 창녕군 대지면 모산리에 있는, 성리학의 대가 성혼선생의 문집책판이다.
1990년 1월 16일 경상남도의 유형문화재 제266-1호 우계선생 문집책판으로 지정되었다가, 2018년 12월 20일 현재의 명칭으로 변경되었다.

## 개요
성리학의 대가 성혼선생의 문집책판으로 우계문집은 원집 6권과 속집 6권으로 광해군 13년에 성문준, 김집, 안방준 등 우계문인들이 우계집을 모간하였는데, 이것이 우계집의 원집이었다.

## 같이 보기
- 성혼

## 참고 문헌
- 성혼 우계문집 목판 - 국가유산청 국가유산포털